# Visaranai
Visaranai è un film del 2015 diretto Vetrimaaran.

## Distribuzione
A partire dal 5 febbraio 2016 la pellicola è stata distribuita nelle sale indiane, kuwaitiane e statunitensi.